# Kvizoramin Srećko
Kvizoramin Srećko, prvi hrvatski magazin za enigmatsku promociju je bio hrvatski zagonetački list iz Zagreba. Prvi broj izašao je u prosincu 1995. godine. Izlazio je mjesečno kao posebno izdanje Kvizorame do 1997. godine. Izdavač je bio Zrenik. ISSN je 1330-8939. Glavni urednik bio je Želimir Kušić.